# Ielena Grigorieva
Ielena Grigorieva (rus: Елена Григорьева)  (Nóvgorod, 1978 - Sant Petersburg, 21 de juliol de 2019) fou una activista a favor dels drets humans i dels drets LGBT. També es va oposar a l'annexió de Crimea per part de la Federació Russa. Fou assassinada a Sant Petersburg l'any 2019.

## Activisme
Yelena Grigoryeva vivia a Sant Petersburg i va destacar pel seu activisme a favor dels drets humans:
- va criticar la política russa a Ucraïna i va donar suport als grups tàrtars de Crimea, un grup ètnic musulmà de parla turca a Crimea.[6]
- va criticar els nombrosos tabús, prejudicis i restriccions legals a Rússia que pateix el moviment LGTBIQ, arribant a ser detinguda el 2019.[7][8]
- va donar suport a diversos presos polítics russos.[9]
- va recolzar les germanes Maria, Angelina i Krestina Chatshaturian, tres joves de Moscou que van matar el seu pare perquè havia abusat d'elles.[10]

En una de les seves protestes individuals aparèixer amb la boca tancada amb cinta adhesiva i un cartell: "Hi ha més de cinc milions de persones LGBT a Rússia. Viuen amagats a causa de la ignorància i l'odi de la societat". Les manifestacions pels drets LGBT són il·legals a Rússia i constitueixen un delicte.

## Assassinat
En la nit del 21 de juliol de 2019, el seu cos va ser trobat al barri on vivia. El cos presentava ferides d'arma blanca i marques d'estrangulament. Va ser trobada entre 12 i 16 hores després de l'assassinat. Una persona va ser detinguda sota l'acusació d'assassinat. Els investigadors van afirmar tenir evidència que «l'assassinat va ocórrer en el context d'un conflicte personal». El sospitós l'hauria ferit vuit vegades amb un ganivet a la cara i l'esquena mentre estava borratxo. L'organització LGBT de Sant Petersburg Wichod va expressar els seus dubtes sobre els resultats de la investigació i va exigir la publicació de les presumptes proves. El 12 d'octubre de 2020, va ser sentenciat a vuit anys i un mes de presó.
Abans de l'assassinat, Grigoryeva va rebre diverses amenaces per diferents mitjans. La pàgina web de notícies de Sant Petersburg Fontanka va informar que Grigoryeva i d'altres activistes figuraven en un lloc web que demanava actuar amb violència contra els homosexuals i els seus partidaris. Els activistes homofòbics s'havien vantat dels seus atacs en aquell web. Grigoryeva i el seu advocat van denunciar les amenaces a la policia, però no hi va haver una "reacció notable". L'activista Dinar Idrissov i altres activistes de drets humans van assenyalar que Grigoryeva havia estat amenaçada de mort en diverses ocasions. Dos dies abans del seu assassinat, va publicar a Facebook instruccions sobre com comportar-se si un capta l'atenció de grups homòfobs.